# Centro Cultural da Espanha em Tegucigalpa

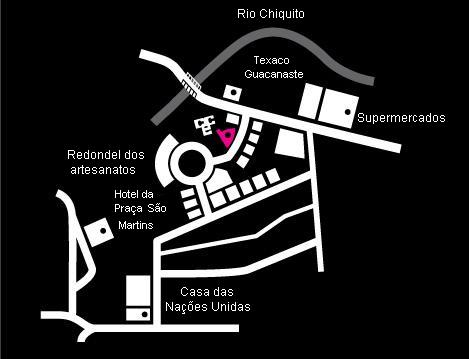
Localização do CCET.

O Centro Cultural da Agência Espanhola de Cooperação Internacional para o Desenvolvimento em Honduras (em espanhol Centro Cultural de la Agencia Española de Cooperación Internacional para el Desarrollo en Honduras), conhecido como CCET, incorpora-se desde 2007 a uma rede de centros culturais da AECID repartidos da África e América, dedicados a promover a cultura, a criatividade e a diversidade cultural como um fator de desenvolvimento.

## Origens

### Cooperação cultural hispânico-hondurenha
Com o primeiro Tratado de Paz e Amizade, assinado na Guatemala em 27 de agosto de 1895, estabeleceu-se as bases para a cooperação e compreensão mútua entre a República de Honduras e do Reino da Espanha, refletindo 10 anos mais tarde um novo tratado sobre o reconhecimento mútuo das qualificações acadêmicas e validade da incorporação de estudos,, que permaneceu em vigor até 1935.
Em 1921, é convocada, pela primeira vez, bolsas para ajudar a Espanha a estudo para os estudantes das repúblicas latino-americanas, para beneficiar os primeiros anos "Maximilian Euceda" e em 1925 e anos posteriores o pintor hondurenho Pablo Zelaya Sierra uma bolsa para estudar na Escola de Pintura, Escultura e Gravura, em Madri. Com ambos começa uma sucessão de estagiários hondurenhos que participarão, o que é conhecido mais tarde como Bolsas MAEC-AECI, vigentes na atualidade.
Em 1946, o governo espanhol cria por lei o Instituto de Cultura Hispânica em Madri, como um organismo público dotado de personalidade jurídica, destinado a promover as relações entre o povo hispano-americanos e a Espanha. À raiz desta criação se gera uma rede de instituições homólogas em toda América Latina, cada um com uma personalidade jurídica, fruto de seus processos particulares de constituição. No caso de Honduras, em 12 de outubro de 1956, cria-se o Instituto Hondurenho de Cultura Hispânica. Como uma instituição local de direito privado.
Assim, desde a sua criação desta associaçãp privada e independente homóloga de criação em Madri, converteu durante décadas em um sócio fundamental da ação cultural da representação diplomática da Espanha em Honduras, que, recentemente, em 1951, foi elevada à categoria de embaixada.
Em 1948, constitue-se em Tegucigalpa a Academia Hondurenha da Língua, correspondentes à Real Academia Espanhola (RAE), o qual, desde 1960, com a ratificação na Colômbia de um acordo multilateral sobre a Associação de Academias da Língua Espanhola, tem o apoio do governo hondurenho, já que "Cada um dos governos signatários se comprometem em fornecer apoio financeiro e moral à sua academia da língua espanhola, ou seja, a proporcionar uma sede e uma suma adequada para o seu funcionamento.".
Em 1957, foi assinado o tratado de intercâmbio cultural entre o governo de Honduras e o estado espanhol, que foi substituído em 1994 pelo Convênio de Cooperação Cultural, Educação e Científica entre o estado espanhol e do Governo de Honduras. Alguns anos antes (1972), o Convênio de Cooperação Econômica entre a República de Honduras e o estado espanhol reconhecera a importância da cooperação cultural ao excluir do mesmo as interpretações que limitam a aplicação de medidas para a proteção do patrimônio nacional de valor artístico, histórico ou arqueológico.

### Cultura para o desenvolvimento
Nas últimas décadas do século XX, o antigo Instituto de Cultura Hispânica em Madri sofre mudanças que acabaram por gerar em 2008 a nova Agência Espanhola de Cooperação Internacional para o Desenvolvimento (AECID).
Essas mudanças são acompanhadas por novos documentos orientadores da política de cooperação espanhola e das novas estratégias setoriais (incluindo o patrimônio para o desenvolvimento, cultura para o Desenvolvimento, entre outros). Este processo repercute em Honduras com evoluções das Comissões Mistas da Cooperação Espanha-Honduras e a firmar novos acordos de cooperação. Esta nova perspectiva da cultura como fator de desenvolvimento acabou por se cristalizar em Honduras, na criação de Centro Cultural da AECID com sede em Tegucigalpa, ainda que com vocação nacional.

## Centro Cultural da AECID
Criado em meados de 2007, em um prédio reabilitado na periferia do casco antigo de Tegucigalpa, este foi definido pela falecida historiadora hondurenha Leticia de Oyuela como um espaço com ancestralidade.
Nas palavras de Maria Teresa Fernandes de la Vega»,, ela afirma: "Eu espero que se converta em um poderoso agente dinamizador para a vida cultural de Tegucigalpa e de todo este querido país". Portanto, depois da inauguração do CCET tem sido marcada por uma programação intensa e variada.
Desde a sua fundação integra a comissão de Centros Culturais de Tegucigalpa.

## Infraestrutura/equipamentos
- Conta com duas salas polivalentes: Estes quartos são fornecidos para instituições e indivíduos para prestações artísticas e culturais.
- Biblioteca/espaço informativo: é um aglomerado de atenção e de receber o público e os visitantes que chegam ao CCET. Este espaço oferece o serviço de biblioteca de mídia, Internet gratuita e sem fios.
- Assim como os espaços públicos para uso de visitantes e funcionários do CCET, em um ambiente ao ar livre que incentiva o intercâmbio entre o público e utilizando o wifi e materiais de consulta.